# Szállásszőlőhegy
Szállásszőlőhegy település Romániában, Szilágy megyében.

## Fekvése
Zilahtól keletre, Zsibótól délre található.

## Lakossága
A falu 1956-ig Zsákfalva része volt, majd levált tőle. 2002-ben 20 lakosa volt, ebből 19 román.